# Syrrheonema
Syrrheonema é um género botânico pertencente à família Menispermaceae.

## Espécies
- Syrrheonema boukokoense
- Syrrheonema fasciculatum
- Syrrheonema hexastamineum

1. ↑  «Syrrheonema — World Flora Online». www.worldfloraonline.org. Consultado em 19 de agosto de 2020